# Théorie du choix social
La théorie du choix social est un domaine multidisciplinaire lié aux thématiques de l'économie, de la théorie de la décision et de la théorie politique. 
Elle vise l'étude et l'analyse de la manière dont la combinaison d'opinions individuelles peut mener, au niveau collectif (ou social) à un classement des choix possibles, voire à une décision unique. Cette théorie a donc pour champ d'application d'une part les questions d'évaluation des choix collectifs (aspect normatif) et d'autre part l'analyse des procédures de choix (aspect positif). Historiquement, elle est particulièrement appliquée aux questions de justice économique,, de procédures de marchandage (partage équitable), de vote (modes de scrutin) et d'assignement (algorithmes d'appariement). 
Plus récemment, l'avènement de l'intelligence artificielle fait émerger un nouveau domaine de recherche, le choix social computationnel, qui, d'une part, emprunte les concepts et procédures de la théorie du choix social pour résoudre des problèmes issus de l'informatique, et, d'autre part analyse les possibilités d'implémentation informatique des concepts développés par la théorie.

## Fondements historiques
Le sujet a été abordé à la fin du XVIIIe siècle par des mathématiciens et des économistes comme Adam Smith (1759),  Borda (1781) et Condorcet (1785). Cet intérêt pour la construction raisonnée d'un ordre social est influencé par le contexte du mouvement des Lumières à l'aube de la Révolution française.  En effet, les problèmes liés aux procédures de dépouillement de scrutins, les classements hédonistes basés sur des appréciations d'experts, classement des élèves[pas clair] sont des exemples qui sont susceptibles de brimer des droits de la minorité par les désirs de la majorité. Or, selon Condorcet « le facteur essentiel de la structure sociale se trouve dans la possibilité pour chaque individu de participer également à la confection des lois ».    
L'ambition de ces travaux de recherche naissants était l’élaboration d’un cadre théorique permettant des décisions de groupe démocratiques et non-arbitraires, tout en prenant en compte les  préférences de tous les membres du groupe.

## Théorie moderne du choix social
Deux siècles plus tard, dans les années 1950,  l’économiste américain Kenneth Arrow reprend cette question et fonde ce que l’on appelle aujourd’hui la théorie du choix social « arrovienne ». L'étude intervient dans la discussion par les économistes des critères de bien-être collectifs : l'utilitarisme de Jeremy Bentham peut-il constituer une base rationnelle d'évaluation collective des décisions économiques ? Arrow se demande s'il est possible de négliger l'intensité des utilités et de n'en retenir que leur contenu informationnel de comparaison (« mieux que », « moins bien que »). Il démontre dans son livre Choix social et valeurs individuelles (1951), que si les évaluations des options possibles par les individus sont des simples « préférences », c'est-à-dire qu'elles sont seulement qualitatives et relatives (en pratique : un classement des options possibles) et négligent donc les intensités, alors les choix collectifs ne peuvent pas satisfaire les critères de rationalité. Précisément, à travers le théorème d'impossibilité d'Arrow, il démontre mathématiquement que les préférences sociales construites par agrégation de relations binaires transitives ne sont pas toujours transitives. De ce fait, il est impossible de trouver une règle d'agrégation des préférences basée sur les seuls classements qui vérifie simultanément l'universalité, l'unanimité et l'indifférence aux alternatives non-pertinentes, tout en étant non-dictatoriale .
En 1952, le mathématicien Kenneth O. May exposa sa théorie dans un article fondateur intitulé A Set of Independent Necessary and Sufficient. Conditions for Simple Majority Decision qui caractérise le principe de la règle de la majorité par quatre critères procéduraux (choix décisif, critère de l'anonymat, critère de la neutralité, respect du vote exprimé).
À partir des années 1970, les travaux d'Amartya Sen avec son ouvrage fondateur Collective Choice and Social Welfare  aborde la problématique dans un cadre moins restrictif que celui envisagé par Kenneth Arrow en précisant qu'un choix social ne peut pas être pris uniquement sur la base de jugements individuels qualitatifs relatifs. Ses travaux proposent d’enrichir le cadre conceptuel de la théorie du choix social et de l'économie normative en y intégrant des dimensions liées à la philosophie morale et à l’éthique sociale,.

## Choix social computationnel
À partir des années 1980, le domaine du choix social a été investi dans le domaine informatique (en particulier l'informatique théorique, l'intelligence artificielle et la recherche opérationnelle)  dans le but d'utiliser des concepts computationnels et des techniques algorithmiques pour résoudre des problèmes de décisions collectives complexes.  
Les premiers travaux axés sur le choix social computationnel sont initiés  par Bartholdi III et al. (1989b) et par Hudry (1989). Ils  utilisent des techniques algorithmiques  pour mieux analyser les mécanismes du choix social dont notamment les règles de vote qui peuvent servir de barrière contre la manipulation stratégique d'une élection.   
Certains domaines de l'intelligence artificielle comme l'apprentissage, le raisonnement dans l'incertain ou la représentation des connaissances, ont été appliqués au choix social dans le même but. Les applications  sont variées concernent aussi bien le vote (l'utilisation de procédures de vote pour la classification et la reconnaissance des formes), que le partage équitable de ressources (procédures d'agrégation pour le classement de pages web) ou la recherche de consensus (agrégation de jugement).